# Sinagoga de Castel Goffredo
La sinagoga de Castel Goffredo, hoy desmantelada, se encontraba en el callejón Remoto.

## Historia
De algunos documentos presentes en los Archivos del Estado de Mantua se desprende que en 1468 se estableció un "banco de préstamos" en Castel Goffredo, motivado por una carta escrita por el Municipio al Marqués Ludovico Gonzaga . La autorización fue concedida a Leone Norsa. A principios del siglo XVI, el marqués Alfonso Gonzaga encargó a la familia Norsa de Mantua la creación de un Monte di Pietà. El banco se encontraba en la zona entre el antiguo hospital y el callejón Cannone, correspondiente al actual callejón Remoto y también aquí se ubicaba la sinagoga judía. Los judíos trabajaron en Castel Goffredo hasta principios del siglo XVIII .
Ni siquiera queda una placa de la presencia de la sinagoga y las salas que albergaban el lugar de culto se perdieron irremediablemente en 2010, cuando fue demolido el edificio que las albergaba.